# ウィロー (猫)
ウィロー（Willow）は短毛種のトラネコで、アメリカ合衆国大統領ジョー・バイデンとそのファーストレディであるジル・バイデンの飼い猫である。ウィローは「猫をファーストファミリーに加える」という2020年大統領選の公約によりバイデン家の一員になった。ヤナギを意味するウィローという名前は、ウィローとジル夫人の故郷であるペンシルベニア州ウィローグローブにちなんで名付けられた。
ジル夫人がウィローに出会ったのは、2020年の大統領選の最中であった。彼女がペンシルベニア州の農場で選挙演説を行ってたときにウィローは突然壇上に飛び込んできた。ジル夫人とウィローはすぐに仲良くなった。
バイデン家は2020年後半には猫を飼うことを約束していた。
バイデン夫妻はホワイトハウスに引っ越した当初、ジャーマン・シェパードの「チャンプ」と「メイジャー」を飼っていたが、2021年6月にチャンプが死亡し、人の出入りの多い環境に慣れずに何度か職員に噛みつくなどしたメイジャーは、静かな環境で穏やかに暮らせるようにと2021年12月にデラウェア州に住む友人に譲られた。バイデン夫妻は2022年にようやくウィローを飼い始めた。
ホワイトハウスに猫が住むのはジョージ・W・ブッシュ大統領が飼っていたインディア以来である。
ホワイトハウスではウィローの他に、ジャーマン・シェパードのコマンダーも飼われている。